# Ljubezenski roman
Ljubezenski roman je romaneskni žanr, ki se posveča ljubezenskim razmerjem med glavnimi osebami. Žanr je namenjen predvsem ženskemu bralstvu, polnil je podlistke dnevnega časopisja ali izhajal v trafikarskih serijah, zato ga je najti med žanri trivialne literature.

## Definicija
Zgodba ljubezenskega romana temelji na ljubezenskem odnosu med dvema osebama. Glavni namen ljubezenskega romana je »čustvena izpopolnitev«,  konec pa naj bi bil optimističen. Bistvo ljubezenskega romana je »romantično razmerje med junakom in junakinjo«. V žanru so dobre osebe nagrajene, zle kaznovane, vrednost ljubezni pa potrjena. Nekateri avtorji in bralci ljubezenskih romanov verjamejo, da bi moral žanr imeti dodatne omejitve, npr. izognitev temam, kot je prešuštvo. Druga nesoglasja zadevajo zahtevo po srečnem koncu in mesto istospolno usmerjenih. Ljubezenski roman se skratka osredotoča na razvoj ljubezenskega razmerja in se ponaša z optimističnim koncem.  Teme, kot so posilstvo na zmenku, nasilje v družini, zasvojenost, invalidnost določajo nove podtipe in žanrsko razvejanost tega žanra, zato ne drži očitek, da so vsi ljubezenski romani enaki. Delež čutnosti v ljubezenskem romanu je raznolik, od bežnega poljuba do pornografskih scen.

## Zgodovina žanra v angleškem jeziku
V angleški literaturi je eden od prvih ljubezenskih romanov Pamela ali Poplačana krepost (Virtue Rewarded) Samuela Richardsona iz leta 1740. Za razliko od večine romanov tistega časa je imel srečen konec. Knjiga je bila ena prvih uspešnic, saj je imela kar pet izdaj v prvih enajstih mesecih. Mojstrica  ljubezenskega romana je bila Jane Austen. Leta 1813 je objavila roman Prevzetnost in pristranost (Pride and Prejudice), ki je bil razglašen za »najboljši ljubezenski roman vseh časov«. Današnji kritiki se pritožujejo, da je krepil seksistični stereotip, da se morajo ženske poročiti. Leta 1919 je E. M. Hull v Združenem kraljestvu objavil roman The Sheik. Po njem je bil posnet film, ki je »rodil« največjega igralca tistega časa, Rudolpha Valentina. Zanimivost tega romana je posilstvo kot neke vrste fantazija. Čeprav so ženske že pridobivale neodvisnost, se je zdelo, da so spolni odnosi pred poroko mogoči samo v obliki posilstva. Zanimiva je odstotnost groze ob takih dogodkih. Roman Kathleen Woodiwiss Plamen in cvet (The Flame and the Flower) je leta 1972 v žanr vnesel scene spolnosti. Izšel v mehki vezavi in se je prodal v večmilijonski nakladi. Avtoričini prevodi v slovenščino (Pepel v vetru, Vreden ljubezni, Shanna) so z blizu 1000 izposojenimi izvodi na naslov v enem mesecu na vrhu domače lestvice branosti
Od 80. let naprej so idealne like začele nadomeščati neprivlačne osebe, npr. LaVyrle Spencer je leta 1984 vpeljal junaka s prekomerno telesno težo. Jayne Ann Krentz leta je 1986 združila elemente tradicionalnega ljubezenskega romana in znanstvene fantastike, ženske literarne osebe se pojavijo na moških delovnih mestih, npr. na naftnih ploščadih, ali so samozaposlene. Glavne osebe niso več samo mlade, ampak presežejo mejo tridesetih in štiridesetih let. Humor se je v ljubezenski roman naselil leta 1990 s pisateljico Julie Garwood. Kljub širitvi žanra pa se avtorji le redko dotaknejo tem, kot sta terorizem in vojna.

## Ljubezenski roman v Sloveniji
Ljubezenski roman je v primerjavi z drugimi popularnimi žanri na Slovenskem dokaj skromno zastopan. Nekaj zgledov:
- Luiza Pesjak: Beatin dnevnik (1887)
- Pavlina Pajk: Roman starega samca (1895), Judita (1896), Slučaji usode (1897)
- Vladimir Levstik: Zapiski Tine Gramontove (1919)
- Radivoj Rehar: Demon ljubezni (med 2. sv. vojno)
- Lojze Zupanc: Pod križem (1944)
- Elza Budau: Diagram neke ljubezni (1962), Ljubezen v f-molu (1987)
- Zlata Volarič: Ranjeni orel (1995), Bil je prvi pomladni dan (1996), Luč nad močvirjem (1998)
- Franček Rudolf: Jahta med drevjem (2004)
- Karmen Škoflek: Rdečelasa Pia (2004), Uresničene sanje (2006)
- Nada Gaborovič: Jutri (2005)
- Romana Berni: Povej mi, Silvija (2005)
- Sonja Pirman: Poželenje ni ljubezen (2005)
- Mojca Fudolf: Ljubezen.si (2006)
- Darja Hočevar: Grenko spoznanje (2007), Ranjeno srce (2010)
- Marjeta Jeršek: Princ zelenih sanj (2007)
- Nina Kokelj: Poletje s klovnom (2009)
- Bojan Tomažič: Vonj ljubezni (2009)
- Silvester Vogrinec: Ljubezen v Parizu (2016)